# Seseli eryngioides
Seseli eryngioides là một loài thực vật có hoa trong họ Hoa tán. Loài này được Pimenov & V.N. Tikhom. miêu tả khoa học đầu tiên.